# 奥托二世 (萨尔姆-霍斯特马尔)
奥托·阿达尔贝特·弗里德里希·奥古斯特·古斯塔夫·亚历山大（德語：Otto Adalbert Friedrich August Gustav Alexander；1867年9月23日—1941年3月2日），出生于瓦拉尔。萨尔姆-霍斯特马尔亲王。是萨尔姆-霍斯特马尔亲王奥托一世与妻子利珀-比斯特菲尔德女伯爵艾米丽的第三子。
1903年9月10日，奥托在西里西亚与索尔姆斯-巴鲁西女伯爵罗莎结婚，有五子三女：
- 路易丝·艾米丽·弗里德里卡·伊丽莎白（Luise Emilie Friederike Elisabeth，1904年7月19日－1904年9月2日）；
- 奥托·路德维希（Otto Ludwig，1906年3月7日－1927年4月22日）；
- 汉斯·克里斯托弗（Hans Christof，1907年5月27日－1908年12月15日）；
- 菲利普·弗朗茨·弗里德里希·康拉德·威廉·克洛维（Philipp Franz Friedrich Conrad Wilhelm Chlodwig，19093月31日－1996年11月8日）；
- 卡尔·瓦尔拉德·埃里希·赫尔曼·博尔科·弗里德里希（Karl Walrad Emich Hermann Bolko Friedrich，1911年1月8日－1991年8月2日）；
- 弗里德里卡·朱利安妮·路易丝·艾米丽·费奥多拉·安娜（Friederike Juliane Luise Emilie Feodora Anna，1912年10月5日－2000年7月3日）；
- 约翰·吉塞尔伯特（Johann Giselbert，1916年3月4日－1939年9月9日）；
- 玛丽·路易丝·埃利奥诺尔·阿戴尔玛·罗莎（Marie Luise Eleonore Adelma Rosa，1918年8月18日－2015年3月12日）。